# Église de Greensted
L'église de Greensted (Greensted Church ou The Church of St Andrew, Greensted-juxta-Ongar de son nom complet en anglais), est une église paroissiale anglicane encore en service situé dans le petit village de Greensted, à environ un mile à l'ouest de Chipping Ongar dans le comté d'Essex, en Angleterre. Cette église, monument classé niveau I au Royaume-Uni, est revendiquée comme la plus ancienne église en bois du monde et probablement le plus ancien bâtiment en bois d'Europe encore debout. Les murs en chêne sont souvent classés comme vestiges d'une église en bois debout primitive du milieu du XIe siècle selon les dernières estimations.

## Histoire de l'église

Vitrail de l'église de Greensted

Le bâtiment classé niveau I se trouve à environ un mile à l'ouest du centre-ville de Chipping Ongar. Son nom complet est The Church of St Andrew, Greensted-juxta-Ongar mais elle est plus connue sous le nom de Greensted Church. Greensted est toujours une église fonctionnelle et accueille des services religieux chaque semaine.
Cette église est probablement un des plus anciens bâtiments en bois d'Europe encore debout bien qu'en partie seulement, car il reste peu de sections de sa structure en bois d'origine. Elle est considérée comme la plus ancienne église en bois du monde.
Une datation dendrochronologique a estimé sa construction à 845 apr. J.-C. mais une analyse plus récente a remis la date des bois à 1053 (+10/55 ans) soit au milieu du XIe siècle. Des preuves archéologiques suggèrent qu'avant cette construction, il y a peut-être eu une autre église, ou un lieu saint, sur le même site. On pense que la construction de la première église permanente sur ce site a commencé peu de temps après que Cedd ne commence sa conversion du peuple saxon oriental vers 654. Les vestiges archéologiques de deux simples bâtiments en bois ont été découverts sous le sol actuel du chœur, et ils auraient été construits à la fin du VIe ou au début du VIIe siècle.
L'église est dédiée à saint André ce qui suggère une fondation celtique du sanctuaire d'origine. Le corps du roi Edmond le Martyr d'Est-Anglie (tué en 870, peut-être à Hoxne) y aurait reposé en 1013, en route pour une réinhumation à Bury St Edmunds,. Il y a de nombreux hommages à saint Edmond dans l'église elle-même.
Certains des martyrs de Tolpuddle (en) ont obtenu des baux agricoles dans la région de Chipping Ongar après leur retour de l'exil forcé en Australie. L'un d'eux, James Brine, épousa Elizabeth, fille de Thomas Standfield, à l'église de Greensted le 20 juin 1839 ; l'acte de mariage est visible dans le présent registre. Les Brines ont déménagé à London (Ontario) au Canada en 1844.
L'église de Greensted figure sur un timbre-poste britannique émis en 1972.

## Construction
Comme de nombreuses autres églises, celle de Greensted a fait l'objet de nombreux remaniements au cours des siècles. Le quotidien La Croix annonce en 1912 que l'église fête son 900e anniversaire.

### Éléments anglo-saxons et normands
La nef est faite de grands troncs de chêne fendus,, ce qui était un mode de construction traditionnel saxon. La nef dispose de poutres pour la plupart d'origine et les recherches dendrochronologiques des années 1960 l'ont datée de 845. En 1995, cependant, cette date a été révisée à 1053 + 10–55 ans (entre 1063 et 1108) Cette plage de dates est basée sur la date dendrochronologique du bois le plus jeune (1053), plus une tolérance standard de 10 à 55 ans pour les cernes d'aubier qui sont supposés avoir été érodés. Une description de 1844 dénombre 16 troncs du côté sud et 21 du côté nord. L'église fait 29 pieds et 6 pouces de long pour 14 pieds de vide et 5 pieds 6 pouces de hauteur sur les côtés.
Un détail intéressant de la nef est l'hagioscope situé sur le côté nord. On pensait autrefois que cette petite ouverture à travers le mur de chêne était un endroit où les lépreux qui, non autorisés à l'intérieur de l'église avec la population générale, étaient autorisés à recevoir une bénédiction du prêtre (d'où l'expression « leper’s squint » en anglais pour le désigner). Sa position à côté de la porte d'origine a conduit les chercheurs à conclure qu'il s'agissait d'une fenêtre utilisée pour voir qui s'approchait de l'église.
Dans le chœur, les semelles en silex du mur et le pilier piscine à l'intérieur du sanctuaire sont tout ce qui reste des travaux effectués à l'époque normande. Près du porche, une grande pierre à chape marque le lieu de repos d'un chevalier inconnu.

### XVIesiècle
Le chœur actuel en briques date de cette période et a remplacé le chœur d'origine, plus petit et construit en bois.

### XVIIeauXIXesiècle
L'élément le plus visible de l'extérieur, le clocher à bardage blanc a été ajouté à l'époque Stuart (XVIIe siècle). L'une des cloches porte l'inscription « William Land made me 1618 ». Il existe plusieurs clochers anciens en bois dans ce district. 
À cette époque, les trois lucarnes sont ajoutées à la nef pour la première fois, et le porche sud est ajouté. Un fragment de verre du XVe siècle peut être vu au centre de la fenêtre quadrilobe à l'extrémité ouest, mais il y a été placé lors de la restauration victorienne. La plus ancienne plaque commémorative est dédiée à Jone Wood et remonte à 1585.

### Restauration victorienne
Les travaux de reconstruction à l'époque victorienne (deuxième moitié du XIXe siècle) ont ajouté un appareillage de briques au bâtiment ainsi que, très probablement, une partie de la décoration la plus ornée à l'extérieur. Cette restauration a remplacé les trois lucarnes par six, et le porche a été reconstruit. D'autres modifications mineures ont été effectuées et un chaperon en pierre ajouté.